# Leonita
La leonita és un mineral de la classe dels sulfats, que pertany al grup de la leonita. Rep el seu nom de Leo Strippelmann, director de les salines de Westeregeln, Alemanya.

## Característiques
La leonita és un sulfat de fórmula química K₂Mg(SO₄)₂·4H₂O. Cristal·litza en el sistema monoclínic. La seva duresa a l'escala de Mohs es troba entre 2,5 i 3. És l'anàleg amb magnesi de la mereiterita.
Segons la classificació de Nickel-Strunz, la leonita pertany a «07.C - Sulfats (selenats, etc.) sense anions addicionals, amb H₂O, amb cations de mida mitjana i grans» juntament amb els següents minerals: krausita, tamarugita, kalinita, mendozita, lonecreekita, alum-(K), alum-(Na), tschermigita, lanmuchangita, voltaïta, zincovoltaïta, pertlikita, amoniomagnesiovoltaïta, kröhnkita, ferrinatrita, goldichita, löweïta, blödita, niquelblödita, changoïta, zincblödita, mereiterita, boussingaultita, cianocroïta, mohrita, niquelboussingaultita, picromerita, polihalita, leightonita, amarillita, konyaïta i wattevil·lita.

## Formació i jaciments
Es pot produir com a producte de la deshidratació de la picromerita. Va ser descoberta a finals del segle xix a la localitat alemanya de Westeregeln, a Egeln, al dipòsit de potassa de Stassfurt, a la regió de Saxònia-Anhalt. També ha estat descrita en altres punts d'Europa i Àsia, així com als Estats Units i a Austràlia.